# Diphasiastrum madeirense
Diphasiastrum madeirense (J.H.Wilce) Holub, 1975 é uma espécie de pteridófito pertencente à classe Lycopodiopsida e à família Lycopodiaceae. A espécie é um endemismo da Macaronésia.

## Distribuição ehabitat
A espécie é um endemismo da Macaronésia, estando presente nos arquipélagos dos Açores e da Madeira.
Nos Açores o habitat de D. madeirense são as zonas húmidas em altitudes acima dos 500 metros, sendo mais frequente em solos incipientes sobre escoadas lávicas. Ocorre em condições fotófitas e esciófitas no sub-bosque da floresta natural. Ocorre também em ravinas e crateras vulcânicas.
Na Madeira o habitat natural é a laurissilva do til.
Em matéria de conservação apresenta tendências diferentes na sua área de distribuição, sendo melhores as perspectivas de conservação no arquipélago da Madeira, onde o seu habitat está a aumentar. Nos Açores, onde o habitat é estável, a informação disponível sobre a espécie, nomeadamente no que respeita à área de distribuição é reduzida. Apresenta uma distribuição descontínua no arquipélago dos Açores, sendo muito abundante em algumas ilhas (e.g. Pico) e muito rara noutras (e.g. São Jorge), contudo a espécie é pouco conhecida por falta de estudos dirigidos, existindo importantes lacunas no que se refere à sua distribuição.